# David & Kamal
David & Kamal (in lingua ebraica: "דוד וכמאל") è un film del 2011 diretto da Kikuo Kawasaki.

## Trama
Kamal è un bambino arabo di nove anni che si guadagna da mangiare vendendo cartoline nella parte vecchia di Gerusalemme. Un giorno stringe amicizia con David, un cittadino americano di religione ebraica suo coetaneo. I due avranno modo di scoprire il vero valore dell'amicizia a dispetto delle differenze culturali.

## Produzione
Per oltre un anno, Kikuo Kawasaki ha svolto audizioni alla ricerca dei due protagonisti bambini che successivamente verranno impersonati da Yoni Rosenzweig e Abdallah El Akal. Per cercarli, Kawasaki ha visionato anche alcuni video di audizioni svoltesi in Canada e Inghilterra e viaggiando anche verso Israele; luogo dove ha intervistato alcuni bambini.
Il film è stato girato a Gerusalemme.

## Distribuzione
Il film è stato distribuito in Israele durante il 2011. Nel marzo dello stesso anno è stato presentato negli Stati Uniti d'America al Palm Beach International Film Festival. Nel luglio arriva in Italia al Giffoni Film Festival in una sezione dedicata a chi ha raccontato la tematica dei diritti umani organizzata da Amnesty International e nello stesso mese viene mostrato al pubblico in occasione dell'edizione annuale del Ventura Film Festival.
Nel novembre successivo viene reso pubblico per il Castellinaria International Film Festival in Svizzera, per il The Other Israel Film Festival negli USA, in India per il Mumbai International Children's Film Festival e al Tallinn Black Nights Film Festival organizzato in Estonia. Inoltre, nello stesso anno viene mostrato anche in alcune manifestazioni locali della Lombardia in Italia.
Nel 2012 viene presentato al Pune International Film Festival in India, al Dhaka International Film Festival in Bangladesh e in altri festival in Romania, Giappone, Regno Unito, USA e India.

## Riconoscimenti
- 2011 - Castellinaria International Festival of Young Cinema[8]
  - ASPI Award a Kikuo Kawasaki.
  - Castello di bronzo a Kikuo Kawasaki.
- 2011 - Tiburon International Film Festival[9]
  - Miglior film per bambini a Kikuo Kawasaki.
- 2011 - Giffoni Film Festival[10][11]
  - Candidatura per la Elements 10+.
- 2011 - Ventura Film Festival[10]
  - Candidatura per la Best Film, Narrative Features.
- 2011 - Indie Fest[12]
  - Premio di merito.
- 2011 - Palm Beach International Film Festival[10]
  - World Cinema Focus.
- 2012 - Brasov International Film Festival[13].
  - Miglior attore maschile protagonista a Abdallah El Akal.
- 2012 - International Film Festival For Children and Youth
  - Menzione speciale della giuria.